# Discografia delle Fifth Harmony
La discografia delle Fifth Harmony, gruppo musicale statunitense, comprende tre album in studio, sei EP, undici singoli e quindici video musicali.

## Album in studio
| Anno | Titolo e dettagli                                                                                              | Classifiche | Classifiche | Classifiche | Classifiche | Classifiche | Classifiche | Classifiche | Classifiche | Classifiche | Classifiche | Certificazioni                          |
| Anno | Titolo e dettagli                                                                                              | USA         | AUS         | CAN         | GER         | ITA         | NLD         | NZL         | SPA         | SWE         | UK          | Certificazioni                          |
| ---- | --- | ----------- | ----------- | ----------- | ----------- | ----------- | ----------- | ----------- | ----------- | ----------- | ----------- | --------------------------------------- |
| 2015 | Reflection - Pubblicato: 30 gennaio 2015 - Etichetta: Epic, Syco - Formato: CD, download digitale, streaming   | 5           | 16          | 8           | —           | —           | 28          | 8           | 9           | 26          | 18          | - USA: Platino - CAN: Oro               |
| 2016 | 7/27 - Pubblicato: 27 maggio 2016 - Etichetta: Epic, Syco - Formato: CD, download digitale, streaming          | 4           | 8           | 3           | 41          | 20          | 7           | 8           | 1           | 6           | 6           | - USA: Oro - CAN: Platino - UK: Argento |
| 2017 | Fifth Harmony - Pubblicato: 25 agosto 2017 - Etichetta: Epic, Syco - Formato: CD, download digitale, streaming | 4           | 9           | 7           | 56          | 16          | 11          | 7           | 1           | 21          | 10          |                                         |

## Extended play
| Anno | Titolo e dettagli                                                                                      | Classifiche | Classifiche |
| Anno | Titolo e dettagli                                                                                      | USA         | NZL         |
| ---- | --- | ----------- | ----------- |
| 2013 | Better Together - Pubblicato: 18 ottobre 2013 - Etichetta: Epic, Syco - Formato: CD, download digitale | 6           | 18          |

## Singoli

### Come artista principale
| Anno                                                                      | Titolo                                  | Classifiche | Classifiche | Classifiche | Classifiche | Classifiche | Classifiche | Classifiche | Classifiche | Classifiche | Classifiche | Album                |
| Anno                                                                      | Titolo                                  | USA         | AUS         | CAN         | GER         | ITA         | NLD         | NZL         | SPA         | SWE         | UK          | Album                |
| ------------------------------------------------------------------------- | --------------------------------------- | ----------- | ----------- | ----------- | ----------- | ----------- | ----------- | ----------- | ----------- | ----------- | ----------- | -------------------- |
| 2013                                                                      | Miss Movin' On                          | 76          | —           | —           | —           | —           | —           | 27          | —           | —           | —           | Better Together      |
| 2014                                                                      | Boss                                    | 43          | —           | 75          | —           | —           | —           | —           | 37          | —           | 21          | Reflection           |
| 2014                                                                      | Sledgehammer                            | 40          | 88          | 63          | —           | —           | —           | 36          | —           | 75          | 112         | Reflection           |
| 2015                                                                      | Worth It (feat. Kid Ink)                | 12          | 9           | 12          | 16          | 32          | 25          | 31          | 62          | 63          | 3           | Reflection           |
| 2015                                                                      | I'm in Love with a Monster              | —           | —           | —           | —           | —           | —           | —           | —           | —           | —           | Hotel Transylvania 2 |
| 2016                                                                      | Work from Home (feat. Ty Dolla Sign)    | 4           | 3           | 4           | 7           | 18          | 1           | 1           | 18          | 8           | 2           | 7/27                 |
| 2016                                                                      | All in My Head (Flex) (feat. Fetty Wap) | 24          | 19          | 21          | —           | 66          | 42          | 8           | 90          | —           | 25          | 7/27                 |
| 2016                                                                      | That's My Girl                          | 73          | 54          | 54          | —           | —           | —           | —           | —           | —           | 26          | 7/27                 |
| 2017                                                                      | Down (feat. Gucci Mane)                 | 42          | 66          | 46          | —           | —           | 94          | —           | 100         | 85          | 47          | Fifth Harmony        |
| 2017                                                                      | He Like That                            | —           | —           | 75          | —           | —           | —           | —           | —           | —           | —           | Fifth Harmony        |
| 2017                                                                      | Por favor (con Pitbull)                 | —           | —           | —           | —           | —           | —           | —           | —           | —           | —           | Fifth Harmony        |
| "—" indica che la canzone non è entrata in classifica in quel territorio. |                                         |             |             |             |             |             |             |             |             |             |             |                      |

### Come artista ospite
| Anno | Titolo                                            | Classifiche | Album                 |
| Anno | Titolo                                            | SPA         | Album                 |
| ---- | ------------------------------------------------- | ----------- | --------------------- |
| 2016 | Sin contrato (Remix) (Maluma feat. Fifth Harmony) | 52          | Pretty Boy, Dirty Boy |

### Singoli promozionali
| Anno | Titolo             | Classifiche | Classifiche | Album           |
| Anno | Titolo             | USA         | UK          | Album           |
| ---- | ------------------ | ----------- | ----------- | --------------- |
| 2013 | Me & My Girls      | 104         | —           | Better Together |
| 2014 | Them Girls Be Like | —           | —           | Reflection      |
| 2016 | The Life           | 101         | 97          | 7/27            |
| 2016 | Write on Me        | —           | —           | 7/27            |
| 2017 | Angel              | 112         | —           | Fifth Harmony   |

## Video musicali
| Titolo | Anno                            | Regista/i        |
| ------ | ------------------------------- | ---------------- |
| 2013   | Miss Movin' On                  | Hannah Lux Davis |
| 2013   | Me & My Girls                   | Hannah Lux Davis |
| 2014   | Boss                            | Fatima Robinson  |
| 2014   | Sledgehammer                    | Fatima Robinson  |
| 2014   | All I Want for Christmas Is You | Nigel Dick       |
| 2015   | Worth It                        | Cameron Duddy    |
| 2015   | I'm in Love with a Monster      | Matt Stawski     |
| 2016   | Work From Home                  | Director X       |
| 2016   | Write on Me                     | Sam Lecca        |
| 2016   | All in My Head (Flex)           | Director X       |
| 2016   | That's My Girl                  | Hannah Lux Davis |
| 2017   | Down                            | James Larese     |
| 2017   | Angel                           | David Camarena   |
| 2017   | He Like That                    | James Larese     |
| 2017   | Deliver                         | David Camarena   |